# Katiusha (canción)
«Katiusha» (en ruso: Катюша) es una canción soviética, muy célebre durante la Segunda Guerra Mundial, sobre una chica que añoraba a su amado, que estaba en el servicio militar. La música fue compuesta en 1938 por Matvéi Blánter y la letra fue escrita por Mijaíl Isakovski. Fue interpretada por la célebre cantante folclórica Lidia Ruslánova.
Katiusha es un diminutivo tierno del nombre femenino Ekaterina (Catalina). En ruso, muchos nombres tienen diminutivos (aparte de los apodos). Por ejemplo, el apodo de Natalia es Natasha, y el hipocorístico de Natasha es Natáshenka. En el caso de Ekaterina (Catalina), Katia es el apodo y Katiusha, el hipocorístico.
La canción rusa también dio nombre a los lanzacohetes BM-8, BM-13, y BM-31 «Katiusha», construidos y usados por el Ejército Rojo durante la Gran Guerra Patria.

## Letras
A continuación, la letra original en ruso, una transcripción aproximada para hispanohablantes, y la traducción al español.
| Катюша Расцветали яблони и груши, Поплыли туманы над рекой; Выходила на берег Катюша, На высокий берег, на крутой. Выходила, песню заводила Про степного, сизого орла, Про того, которого любила, Про того, чьи письма берегла. Ой, ты песня, песенка девичья, Ты лети за ясным солнцем вслед, И бойцу на дальнем пограничье От Катюши передай привет. Пусть он вспомнит девушку простую, Пусть услышит, как она поёт, Пусть он землю бережёт родную, А любовь Катюша сбережёт. Расцветали яблони и груши, Поплыли туманы над рекой; Выходила на берег Катюша, На высокий берег, на крутой. | Katyusha Rastsvietali yáblani i grushi, Paplylí tumany nad riekói; Vyjadila na biérig Katiusha, Na vysokiy biérig, na krutói. Vyjadila, piesnyu zavadila Pra stipnova, sízava arlá, Pra tavo, katóraga liubila, Pra tavo, chi pisma bieriglá. Oy, ty piesnya, piésinka dievichia, Ty lití za yásnim sólntsim vslied, I baytsú na dálnim pagranichie At Katiushi pieridái priviet. Pust on vspómnit diévushku prastuyu, Pust uslýshit, kak aná payot, Pust on ziemliu bierizhiot radnuyu, A lyubov Katiusha sbierizhiot. Rastsvietali yáblani i grushi, Paplylí tumany nad riekói; Vyjadila na biérig Katiusha, Na vysokiy biérig, na krutói. | Katiusha Florecían manzanos y perales, y de niebla el río se cubrió; caminaba por la rivera Katiusha, por la alta, escarpada orilla. Caminaba mientras entonaba sobre un águila una canción, la canción era para su amado, del cual sus cartas conservó. Oh, canción, canción de doncella, vuela tras el claro sol, y al soldado en el lejano frente saluda de parte de Katiusha. Que recuerde a la chica sencilla, que la oiga él cantar, que aprecie su tierra natal, y Katiusha mantendrá a salvo su amor. Florecían manzanos y perales, y de niebla el río se cubrió; caminaba por la rivera Katiusha, por la alta, escarpada orilla. |

## Otras versiones
Durante la Segunda Guerra Mundial, los soldados españoles de la División Azul compusieron una canción adaptando «Katiusha», titulada «Primavera» o «Nueva cara al Sol».
En 1943, Italia, hasta entonces miembro de las potencias del Eje en la Segunda Guerra Mundial, se unió a los Aliados. Durante los siguientes dos años, los partisanos italianos lucharían contra las fuerzas alemanas en Italia y los fascistas italianos. Felice Cascione escribió la letra para una adaptación italiana de «Katiusha» llamada «Fischia il vento» (El viento sopla), la cual se convertiría, junto con «Bella ciao» y «La Brigata Garibaldi», en uno de los himnos más famosos de la resistencia italiana.
Durante la guerra civil griega (1946-1949), los partisanos del Frente de Liberación Nacional, que también habían luchado contra la ocupación de Grecia por las Potencias del Eje durante la Segunda Guerra Mundial, escribieron su versión de «Katiusha» llamada «El himno del Frente de Liberación Nacional» (Ο ύμνος του ΕΑΜ). Esta adaptación sería grabada mucho más tarde por Thanos Mikroutsikos y cantada por Maria Dimitriadi.
Durante la guerra de Invierno se compuso una versión de «Katyusha» en finés titulada «Karjalan Katjuusa».